# Jennifer Garner
Jennifer Anne Garner (Houston, Texas, 17 d'abril de 1972) és una actriu i productora de cinema estatunidenca.

## Biografia

### Primers anys
Jennifer Garner va néixer a Houston, Texas. Garner és la segona de tres germanes, i la seva germana gran és Melissa Lynn Garner Wiley (nascuda el 5 de febrer de 1969, resident a Boston, Massachusetts), i la menor Susannah Kay Garner Carpenter (nascuda el 24 de gener de 1975 a Texas, i resident a Charleston, Virgínia Occidental). La seva família és metodista. Amb tres anys, Garner va començar a rebre classes de ballet, activitat que continuaria durant la seva joventut. Malgrat reconèixer que estima la dansa, Garner mai va tenir l'ambició de convertir-se en ballarina clàssica.
Amb quatre anys, Garner i la seva família es van traslladar a Princeton, Virgínia occidental, i posteriorment a Charleston, Virgínia occidental, per raons del treball del seu pare en la Union Carbide, on va residir fins a iniciar els seus estudis universitaris.

### Educació
El 1990 es va graduar en el George Washington High School a Charleston (Virgínia occidental), on va estudiar saxòfon. També va estudiar ballet durant nou anys, abans d'entrar a la Universitat de Denison (Granville, Ohio) per estudiar enginyeria química, però gaudia més actuant que amb la ciència, per la qual cosa va canviar els seus estudis universitaris a arts escèniques. Durant la seva estada a Denison va ser admesa en la germanor Pi Beta Phi. El 1994 Garner es gradua, per continuar els seus estudis en el National Theater Institute de Waterford, Connecticut, on va rebre ensinistrament per part del coreògraf d'arts marcials David Chandler, que li va dir que el combat escènic era alguna cosa natural en ella. Ansiosa per guanyar experiència, Garner visita el seu amic Clayton Kirlew a Nova York el 1995, i decideix quedar-s'hi per intentar aconseguir algun paper en el teatre.

## Carrera

### 1995 - 2001: Començaments
A Nova York, Garner guanyava 300 dòlars a la setmana com a suplent en l'obra de teatre A Month in the Country per a la companyia de teatre Roundabout, el 1995. Va ser llavors quan va aconseguir el seu primer paper en la pel·lícula per a televisió Zoya, basada en la novel·la de Danielle Steel. El 1996 apareix en un episodi de Spin City, en el paper de la promesa d'institut de James, i en un episodi del drama de la NBC Llei i ordre, en què interpreta el paper d'una jove estudiant que començava a sortir amb el detectiu Rey Curtis.
Posteriorment, Garner es va traslladar a Los Angeles (Califòrnia), on va haver de treballar com a cambrera en un restaurant abans de ser triada per al paper de Hannah Bibb en la sèrie de la productora Warner Felicity. En el rodatge, va conèixer el seu futur marit, Scott Foley, en interpretar la seva promesa en la ficció. Els seus següents treballs van ser en dues sèries de televisió de poca rellevància, Significant Others i Time of Your Life. Després va interpretar un petit paper en la sèrie The Pretender, i l'any 2000 Garner apareix en la comèdia de Dude, Where's My Car?, interpretant la promesa d'Ashton Kutcher. El 2001, interpreta una infermera en la pel·lícula èpica d'alt pressupost Pearl Harbor, compartint repartiment amb Kate Beckinsale i el seu futur espòs Ben Affleck.

### 2001 - 2005: èxit televisiu i transició cinematogràfica

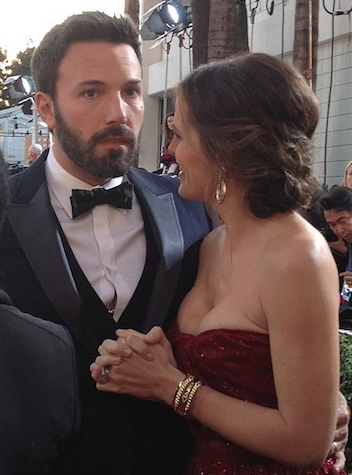
Garner i Ben Affleck, en els premis Globus d'Or de 2013

Més tard, aquest any, el productor de la sèrie Felicity, J. J. Abrams, li va proposar protagonitzar un nou projecte que estava desenvolupant per a la cadena ABC. Garner va acceptar i, després d'una audició, va aconseguir el paper de Sydney Bristow en el drama d'espionatge Alias. La sèrie es va convertir en un èxit d'audiència i crítica, i li va servir per a aconseguir el premi a la millor actriu de sèrie dramàtica en els Premis Globus d'Or el gener de 2002. Alias havia començat a emetre's uns pocs mesos abans, i Garner va guanyar el premi amb només la meitat de la temporada emesa. La sèrie es va mantenir 5 temporades en antena fins a la seva fi el 22 de maig de 2006. Durant aquest temps, el sou de Jennifer va anar des dels 45.000 als 150.000 dòlars per episodi, al final de la sèrie, i va ser nominada quatre vegades consecutives als premis Globus d'Or i als premis Emmy. El 2005, Garner va guanyar un premi del Sindicat d'Actors per la seva interpretació en la sèrie. El març de 2005, dirigeix l'episodi de la quarta temporada d'Alias titulat “In Dreams”, que es va emetre al maig. Durant la temporada final de la sèrie, Garner figura en els crèdits també com a productora.
Després de l'èxit d'Alias, Garner torna al món del cinema amb un petit paper en la pel·lícula Atrapa'm si pots de Steven Spielberg, i actua en el paper d'Elektra Natchios al costat de Ben Affleck en la pel·lícula d'acció Daredevil, adaptació del còmic del mateix nom. Després, l'actriu va mostrar el seu costat més còmic en la comèdia romàntica El somni de la meva vida, que va ser un èxit de taquilla i la va convertir en una de les actrius millor pagades i més importants de Hollywood, a més de propiciar la seva repetició en el paper d'Elektra en la pel·lícula derivada de Daredevil, titulada també Elektra, el 2005. Jennifer Garner és coneguda per interpretar les seves pròpies escenes de risc en la pantalla, com es va descobrir durant la gira promocional d'Elektra, de la qual va haver de retirar-se en fer-se mal a l'esquena durant el rodatge de la quarta temporada d'Alias.
Durant la cerimònia de lliurament dels premis Oscar el 2006, Garner va ensopegar amb el seu vestit, dissenyat per Michael Kors, durant la presentació del premi a la millor edició de so, provocant un dels moments més divertits de la gala. No va arribar a caure, però sí a perdre l'equilibri, la qual cosa va provocar l'esglai dels assistents fins que ella mateixa va declarar abans de lliurar el premi entre riures: «Faig les meves pròpies escenes d'acció!».

### 2006 - Present
Catch and Release, una comèdia romàntica, s'estrena el 26 de gener de 2007. Garner va crear una productora anomenada Vandalia Films, que produirà la seva primera pel·lícula el 2007. L'actriu produeix també les següents pel·lícules de la companyia, Sabbatical i Be with You. Pren part per primera vegada en un repartiment coral en The Kingdom, juntament amb Jamie Foxx, Jason Bateman i Ashraf Barhom. Els analistes de resultats de taquilla van comentar que aquesta elecció per part de Garner va ser un moviment intel·ligent, ja que els altres projectes amb ella com a protagonista principal eren apostes arriscades. Garner anava també a protagonitzar la pel·lícula Open Hearts de Zach Braff, però finalment es va despenjar del projecte amb la intenció de passar més temps amb la seva família.
Garner va actuar en la comèdia dramàtica Juno, del director Jason Reitman, estrenada el 2008. Després de l'estrena de la pel·lícula en el Festival de Cinema de Toronto, la revista Entertainment Weekly va qualificar el paper de Garner com la millor actuació secundària femenina del festival, dient “l'estrella d'Alias i The Kingdom no dona puntades al cul en aquesta agradable comèdia. En lloc d'això, com a jove esposa desesperada per adoptar, és divertida, una mica dura, i increïblement tendra”. Juno va tenir una gran acollida i acaba guanyant l'Oscar al millor guió original.
El 2008, Garner torna a aparèixer com a presentadora dels Oscar. No obstant això, per a Garner, aquesta part de la cerimònia va quedar d'alguna forma eclipsada en el debat en la premsa de l'endemà, sobre la inesperada interrupció de la seva entrevista en la catifa vermella per Gary Busey, que posteriorment es disculpa públicament per l'incident, argumentant que simplement pretenia felicitar Laura Linney, que estava sent entrevistada al costat de Garner, i no es va adonar que estaven sent en aquest moment entrevistades. El 2009, Garner apareix en les pel·lícules The Ghosts of Girlfriends Past i The Invention of Lying.
Garner actua en el paper de Roxanne en l'obra Cyrano de Bergerac, en el Teatre Richard Rodgers de Broadway, des de l'1 de novembre de 2007, juntament amb Kevin Kline en el paper de Cyrano. Aquest és el seu debut a Broadway. L'obra estava originàriament planejada per estar en cartell fins al 23 de desembre de 2007, però es va prorrogar fins al 6 de gener de 2008 a conseqüència de la vaga de tramoistes de Broadway a la fi de 2007. Gràcies a aquest paper, Garner va guanyar el Premi a l'Actriu Favorita del Públic, en els Novens Premis Anuals de Broadway.com.

## Ingressos i estat
Garner va entrar el 2005 en la llista de la revista estatunidenca Forbes "Les 100 celebritats més poderoses", en el número 70. De juny de 2004 a juny de 2005, els seus guanys es van estimar en 14 milions de dòlars, la qual cosa li va suposar figurar en el cinquè lloc del rànquing d'actrius millor pagades, i vuitena, després de Cameron Díaz, en el rànquing de dones més poderoses.
Va obtenir uns 3 milions pel seu primer paper principal en 13 Going On 30. L'actriu va aconseguir llavors donar una empenta als seus ingressos, arribant fins als 5 milions per Elektra i una suma similar per Catch and Release. Va negociar un salari oficial de 7 milions de dòlars per The Kingdom. En lloc d'exigir un salari de primera estrella per a la petita pel·lícula independent Juno, va acordar un percentatge sobre la recaptació en taquilla. Aquest gest de bona voluntat li va suposar obtenir més de 8,5 milions, quan la pel·lícula es va convertir en un èxit devastador de taquilla.

## Vida personal
Garner gaudeix amb la cuina, la jardineria, l'excursionisme i el kickboxing (una afició adquirida durant la preparació del seu paper en Alias). Manté una estreta amistat amb Reese Witherspoon i també amb l'actriu Jean Louisa Kelly, que va entrevistar Garner per a l'edició de juny de 2005 de la revista Self.
Al desembre de 2005, Garner va ser nomenada per la Gaseta de Charleston-El Correu personatge de l'any de Virgínia occidental ''per la seva dedicació, ètica de treball i rol únic com a model a seguir i ambaixadora de Virgínia occidental''.
Té una gossa labrador golden retriever anomenada "Martha Stewart" (en record de la personalitat televisiva del mateix nom), que va aparèixer amb ella en la sèrie de televisió Martha el 24 de gener de 2007.

### Relacions

#### Scott Foley
El 19 d'octubre de 2000 Garner es va casar amb l'actor Scott Foley, al qual va conèixer durant el rodatge de Felicity. Després de separar-se de Foley al març de 2003, Garner sol·licita el divorci al maig d'aquest mateix any, al·legant diferències irreconciliables. Negant els rumors d'infidelitat, Foley va recalcar que la raó de la seva separació va ser la creixent fama de Garner després de l'èxit d'Alias. Igualment, Garner va adduir que l'estil de vida hollywoodenca de la parella els va portar a la ruptura del seu matrimoni i que "realment eren víctimes de Hollywood". El divorci és oficial al maig de 2004.

#### Michael Vartan
Garner és coneguda per la seva discreció sobre la seva vida privada. Això es constata en la seva relació amb Michael Vartan i amb Ben Affleck. Durant el curs de la relació amb el seu company de la sèrie Alias, Michael Vartan, no va fer cap aparició pública amb ell, i no va confirmar la relació fins a agost de 2003. Jennifer Garner comença a sortir amb Michael Vartan a mitjan 2003, i a pesar que els rumors de ruptura van començar al març de 2004, no va ser fins a l'agost d'aquest any quan Garner va confirmar aquesta ruptura.

#### Ben Affleck
Després de la seva ruptura amb Michael Vartan se la relaciona amb el també actor nord-americà Ben Affleck, amb el qual va compartir cartellera en la pel·lícula Daredevil.
La relació de Garner amb el seu company de repartiment i coprotagonista en Daredevil Ben Affleck, iniciada al juliol de 2004, va ser també molt discreta. Van passar mesos abans que un paparazzi aconseguís obtenir una foto dels dos com a parella. Les relacions públiques d'ambdues estrelles van negar la relació, fins a la seva aparició pública en un partit dels Boston Red Sox. Quan van aparèixer rumors sobre l'embaràs de Garner, també es van produir reiterades negatives sobre això.
En el 33è aniversari de Garner, Affleck li va proposar matrimoni amb un anell de diamants de 4,5 quirats (900 mg), de Harry Winston, i la parella es va casar el 29 de juny de 2005, en una cerimònia sorpresa celebrada en el complex turístic Parrot Cay, a les illes Turk i Caicos. Finalment, les seves relacions públiques van confirmar el matrimoni i l'embaràs. Va oficiar la cerimònia el seu company de repartiment en Alias Victor Garber.
El seu embaràs va ser incorporat a l'argument d'Alias, reduint el nombre d'episodis de la temporada dels 22 inicialment previstos a 17, perquè Garner pogués acollir-se a la baixa per maternitat. L'1 de desembre de 2005, Jennifer Garner va donar a llum la seva primera filla, Violet Anne Affleck. El 17 de juliol de 2008, el seu company de repartiment en Alias Victor Garber va confirmar que Garner i Affleck estaven esperant el seu segon fill, i que Garner estava embarassada de tres mesos. El 6 de gener de 2009, l'actriu va donar a llum a la seva segona filla, Seraphina Rose Elizabeth Affleck. El 22 d'agost de 2011, Garner i Affleck van anunciar que esperaven un tercer fill. El 27 de febrer de 2012 va néixer el seu tercer fill, Samuel Garner Affleck.
El 30 de juny de 2015, la parella anuncia la seva separació després de 10 anys de matrimoni.

## Filmografia

### Cinema
| Any  | Títol                                                            | Paper                   | Notes            |
| ---- | ---------------------------------------------------------------- | ----------------------- | ---------------- |
| 1997 | In Harm's Way                                                    | Kelly                   |                  |
| 1997 | Desmuntant Harry (Deconstructing Harry)                          | Dona en l'ascensor      |                  |
| 1997 | Washington Square                                                | Marian Almond           |                  |
| 1997 | Mr. Magoo                                                        | Stacey Sampanahoditra   |                  |
| 1998 | 1999                                                             | Annabell                |                  |
| 2000 | Dude, Where's My Car?                                            | Wanda                   |                  |
| 2001 | Stealing Time                                                    | Kiley Bradshaw          |                  |
| 2001 | Pearl Harbor                                                     | Infermera Sandra        |                  |
| 2002 | Catch Me If You Can                                              | Cheryl Ann              | Cameo            |
| 2003 | Daredevil                                                        | Elektra Natchios        |                  |
| 2004 | El somni de la meva vida (13 Going on 30)                        | Jenna Rink              |                  |
| 2005 | Elektra                                                          | Elektra Natchios        |                  |
| 2006 | Catch and Release                                                | Gray Wheeler            |                  |
| 2007 | The Kingdom                                                      | Janet Mayes             |                  |
| 2007 | Juno                                                             | Vanessa Loring          |                  |
| 2009 | Els fantasmes de les meves exnòvies (Ghosts of Girlfriends Past) | Jenny Perotti           |                  |
| 2009 | The Invention of Lying                                           | Anna McDoogles          |                  |
| 2010 | El dia de Sant Valentí (Valentine's Day)                         | Julia Fitzpatrick       |                  |
| 2011 | Arthur                                                           | Susan Johnson           |                  |
| 2011 | Butter                                                           | Laura Pickler           | També productora |
| 2012 | The Odd Life of Timothy Green                                    | Cindy Green             |                  |
| 2013 | Dallas Buyers Club                                               | Dr. Eve Saks            |                  |
| 2014 | Draft Day                                                        | Ali Parker              |                  |
| 2014 | Men, Women & Children                                            | Patricia Beltmeyer      |                  |
| 2014 | Alexander and the Terrible, Horrible, No Good, Very Bad Day      | Kelly Cooper            |                  |
| 2015 | Danny Collins                                                    | Samantha Leigh Donnelly |                  |
| 2016 | Miracles from Heaven                                             | Christy Beam            |                  |
| 2016 | Mother's Day                                                     | Dana Barton             |                  |
| 2016 | Nine Lives                                                       | Lara Brand              |                  |
| 2016 | Wakefield                                                        | Diana Wakefield         |                  |
| 2017 | A Happening of Monumental Proportions                            | Nadine                  |                  |
| 2017 | The Tribes of Palos Verdes                                       | Sandy Mason             |                  |
| 2018 | Love, Simon                                                      | Emily Spier             |                  |
| 2018 | Peppermint                                                       | Riley North             |                  |
| 2019 | El parc màgic (Wonder Park)                                      | Mare (veu)              |                  |

## Premis i nominacions

### Premis
- 2002. Globus d'Or a la millor actriu en sèrie dramàtica per Alias

### Nominacions
- 2002. Primetime Emmy a la millor actriu en sèrie dramàtica per Alias
- 2003. Globus d'Or a la millor actriu en sèrie dramàtica per Alias
- 2003. Primetime Emmy a la millor actriu en sèrie dramàtica per Alias
- 2004. Globus d'Or a la millor actriu en sèrie dramàtica per Alias
- 2004. Primetime Emmy a la millor actriu en sèrie dramàtica per Alias
- 2005. Globus d'Or a la millor actriu en sèrie dramàtica per Alias
- 2005. Primetime Emmy a la millor actriu en sèrie dramàtica per Alias